# Vilan, Schweiz
Vilan är en bergstopp i Schweiz.   Den ligger i regionen Prättigau/Davos och kantonen Graubünden, i den östra delen av landet, 160 km öster om huvudstaden Bern. Toppen på Vilan är 2 376 meter över havet, eller 411 meter över den omgivande terrängen. Bredden vid basen är 2,5 km.
Terrängen runt Vilan är huvudsakligen bergig, men västerut är den kuperad. Närmaste större samhälle är Chur, 18,8 km söder om Vilan. 
I omgivningarna runt Vilan växer i huvudsak blandskog. Runt Vilan är det ganska glesbefolkat, med 24 invånare per kvadratkilometer.